# 7595 Växjö
7595 Växjö è un asteroide della fascia principale. Scoperto nel 1993, presenta un'orbita caratterizzata da un semiasse maggiore pari a 2,7987222 UA e da un'eccentricità di 0,1433633, inclinata di 3,03782° rispetto all'eclittica.